# ロープウェイ入口停留場
ロープウェイ入口停留場（ロープウェイいりぐちていりゅうじょう）は、北海道札幌市中央区にある札幌市交通事業振興公社（札幌市電）山鼻西線の停留場である。停留場番号はSC10。山鼻西線の通る福住桑園通と環状通との交差点（南19条西14丁目）にある。
西側へ500mほど行くと藻岩山ロープウェイの山麓駅があり、専用シャトルバスが当停留場付近に発着する。

## 歴史
- 1931年（昭和6年）11月23日 [3] 「南19条」の名称で停留場開業（単線）。
- 1950年（昭和25年）4月17日 「西線19条」に改称。
- 1951年（昭和26年）10月5日 複線化。
- 1954年（昭和29年）9月1日 「郵政研修所前」に改称。
- 1963年（昭和38年）7月15日 「ロープウェー入口」に改称。
- 1984年（昭和59年） 電車接近表示灯を設置[4]。
- 2001年（平成13年）4月1日 「ロープウェイ入口」に表記変更。
- 2015年（平成27年）4月1日 停留場番号を設定[5]。

## 停留場構造
2面2線の対向式。交差点を挟んで北側に内回り（電車事業所前方面）、南側に外回り（西線16条方面）の乗り場があり、安全地帯が設けられている。安全地帯にはロードヒーティングが施され、上屋が設置されている。

## 停留場周辺
- もいわ山麓駅
- 藻岩山ロープウェイ山麓駅行きシャトルバス乗り場
- 札幌市立伏見小学校
- 北海道札幌伏見支援学校
- ジェイ・アール北海道バス（琴似営業所）、じょうてつ「南19条西16丁目」停留所[6][7]
- 北都交通「南18条西14丁目 伏見小学校前」停留所[8]（休止中[9]）

## 隣の停留場
札幌市交通事業振興公社
山鼻西線
西線16条停留場 (SC09) - ロープウェイ入口停留場 (SC10) - 電車事業所前停留場 (SC11)